# 콤프소그나투스
콤프소그나투스(Compsognathus)는 콤프소그나투스과 콤프소그나투스아과에 딸린 공룡의 한 속이다. 1개의 종이 속하며 육식공룡이다. 몸 길이는 1m 정도이고, 또 몸무게는 설탕 세 포대 정도로 3kg 정도이다. 1859년 최초로 발견된 콤프소그나투스의 화석은 독일 바이에른주의 졸른호펜(Solnhofen) 석회암 지대에서 발굴되었으며, 이 곳은 시조새와 몇 종류의 익룡 화석이 산출된 곳으로도 알려져 있다.